# The Wilderness Society
The Wilderness Society ist eine US-amerikanische Organisation, die sich um die Erhaltung von Amerikas Wildnisgebieten kümmert. Die 1935 gegründete Organisation hat mehr als 300.000 Mitglieder.
Die Gesellschaft wurde 21. Januar 1935 durch Bob Marshall, Aldo Leopold, Robert Sterling Yard, Benton MacKaye, Ernest Oberholtzer, Harvey Broome, Bernard Frank und  Harold C. Anderson in den Räumen des Cosmos Club gegründet.

## Erfolge
Die Wilderness Society hat sich erfolgreich auf das Viertel der Landfläche der USA konzentriert, welches allen Amerikanern gehört. Dazu zählen Nationalparks, Bundesforsten, Wildreservate und die Regionen, welche vom U.S. Bureau of Land Management verwaltet werden. Dabei werden je nach Thema auch Angehörige der Kirchen, Sportler, Farmer, Wissenschaftler, Geschäftsleute und andere Bürger einbezogen. Sie war in der Lage, eine Reihe von Gesetzen zu beeinflussen:
- Wilderness Act (1964)
- Wild and Scenic Rivers Act (1968)
- National Trails System Act (1968)
- National Forest Management Act (1976)
- Alaska National Interest Lands Conservation Act (1980)
- Tongass Timber Reform Act (1990)
- California Desert Protection Act (1994)
- National Wildlife Refuge System Improvement Act (1997)

## Preise
Die Organisation verleiht unter anderem den Ansel Adams Award, der nach dem Fotografen Ansel Adams benannt ist. Höchste Auszeichnung ist der Robert Marshall Award.

## Einzelbelege
1. ↑  Geschichtlicher Überblick. The Wilderness Society, abgerufen am 31. August 2013.